# Ярешківська сільська рада (Баришівський район)
| Ярешківська сільська рада — колишній орган місцевого самоврядування у Баришівському районі Київської області з адміністративним центром у с. Ярешки. Історична дата утворення: в 1988 році. Сільській раді підпорядковані населені пункти: - с. Ярешки |

## Склад ради
Рада складається з 12 депутатів та голови.

### Керівний склад ради
| ПІБ                        | Основні відомості                                                         | Дата обрання | Дата звільнення |
| -------------------------- | ------------------------------------------------------------------------- | ------------ | --------------- |
| Кодола Світлана Олексіївна | Сільський голова, 1971 року народження, освіта                            | 26.03.2006   | 31.10.2010      |
| Дика Тетяна Григорівна     | Сільський голова, 1966 року народження, освіта вища, член Партії регіонів | 31.10.2010   |                 |

Примітка: таблиця складена за даними джерела

## Населення
Згідно з переписом УРСР 1989 року чисельність наявного населення сільської ради становила 925 осіб, з яких 416 чоловіків та 509 жінок.
За переписом населення України 2001 року в сільській раді мешкало 777 осіб.

### Мова
Розподіл населення за рідною мовою за даними перепису 2001 року:
| Мова       | Відсоток |
| ---------- | -------- |
| українська | 98,03 %  |
| російська  | 1,72 %   |
| вірменська | 0,25 %   |